# Hellmut Lantschner
Pour les articles homonymes, voir Lantschner.
Helmut Lantschner, né le 11 novembre 1909 à Igls et mort le 4 juillet 1993 à Lans, est un skieur austro-allemand. Il pratiqua le ski alpin comme le ski de fond, le saut et le combiné nordique.
Il courut pour l'Autriche jusqu'en 1934, puis il prit la nationalité allemande en 1935.
Helmut Lantschner est le cousin d'Inge, Hadwig, Gustav, Gerhard (de) et Otto Lantschner, tous skieurs alpins.
Après la guerre, il retrouva la nationalité autrichienne.

## Palmarès

### Championnats du monde
| Épreuve / Édition       | Descente | Slalom | Combiné |
| ----------------------- | -------- | ------ | ------- |
| Mondiaux 1938 Engelberg | Bronze   | Bronze | Bronze  |
| Mondiaux 1939 Zakopane  | Or       | 5e     | 5e      |

## Arlberg-Kandahar
- Meilleur résultat : 3e place dans le slalom 1949 à Sankt Anton